# Марія Пшеломець
Марія Пшеломєць (пол. Maria Przełomiec; нар. 25 вересня 1957, Краків, Краківське воєводство, Польська Народна Республіка) — польська журналістка, колишній кореспондент польської секції BBC, потім — Telewizja Polska. Ведуча щотижневої програми «Східна студія» на каналі TVP Info. Спеціалізується на тематиці, пов'язаній із пострадянськими країнами. 

## Біографія
У 1980—1987 роках навчалася на історичному факультеті Ягеллонського університету, який закінчила за спеціальністю «перуанська археологія».  Спеціалізується на темах, пов’язаних із країнами колишнього СРСР (з лютого 2007 року веде програму Studio Wschód на TVP Info). З 2001 року членкиня програмних рад Niezależne Media 4 (укр. Незалежні ЗМІ 4) та Wsparcie niezależnych wydawnictw w Centralnej Azji (укр. Підтримка незалежних видавництв у Центральній Азії), організований фундацією Польсько-чесько-словацька солідарність. Співробітник газети «Журнал Польща-Європа-Світ», а також тижневика Przewodnik Katolicki, що виходить у Познані. Також публікується в інших журналах, зокрема у Wprost. Членкиня журі міжнародного журналістського конкурсу «Білорусь у фокусі».

### Інцидент із президентом Польщі Олександром Квасьневським
Будучи кореспондентом BBC, вона була єдиною журналісткою серед 18 присутніх на меморіалі жертв тоталітаризму в Харкові 17 вересня 1999 року, яка повідомила у своєму репортажі, що президент Александр Квасневський «трохи хитався на ногах» під час церемонії віддання данини пам'яті загиблим польським офіцерам, жертвам Катинського розстрілу 1940 року. Лише через кілька днів після цього репортажу BBC, решта ЗМІ наважилися обережно обговорити тему цього нездужання, яке, як сам Квасневський визнав лише через роки, було наслідком його зловживання алкоголем.

### Відмова у видачі російської візи
У грудні 2014 року консульство Росії у Варшаві відмовило у видачі візи Марії Пшеломець. Журналістка планувала поїхати до Росії на запрошення створеної під егідою Ради Європи Московської школи громадянської освіти. У квітні 2015 року Марія Пшеломець відвідала Калінінград, де провела зустріч із місцевими журналістами та громадськими діячами у клубі «Універсал».

### Інцидент із міністром культури РФ Володимиром Мединським
27 січня 2016 році у програмі Studio Wschód на польському телеканалі TVP, у розмові з міністром культури РФ Володимиром Мединським журналістка звинуватила генерала Червоної армії Івана Черняховского у розстрілі ватажків Армії Крайової і, зокрема, у вбивстві її діда. Міністр відповів, що Черняховский не давав наказів про розстріл. Основною темою розмови стало знесення пам'ятників радянським солдатам у Польщі в рамках декомунізації, а також плани знести монумент, генералу Івану Черняхівському.

## Політичні погляди
У листопаді 2013 року у Варшаві взяла участь прес-конференції «Не грай із диктатором», під час якої організатори закликали бойкотувати Олімпійські ігри 2014 в Сочі та Чемпіонат світу з хокею 2014 в Мінську.

Пілсудський мріяв — створити федерацію країн з незалежних Білорусі, України, Литви та Польщі. Щось на кшталт повернення до Унії, але не до кінця, адже вона була персоналізованою, з єдиним королем. А тут виключно федеральний принцип. Але до цього абсолютно не були готові литовці, польські національні демократи... Мені подобається ця давня мрія маршала і вона стала моєю сьогоднішньою. І не тільки моєю...» 
8 травня 2022 взяла участь в I Форумі Вільних Народів Постросії у Варшаві.

## Роботи
2005 — співавторка книги Ukraina na zakręcie. Drogi i bezdroża pomarańczowej rewolucji /  «Україна на роздоріжжі. Дороги і нетрі Помаранчевої революції», 2005; ISBN 83-7436-058-5.
2012 — авторка книги польською мовою «Юлія Тимошенко. Незакінчена історія».

## Нагороди
13 листопада 2009 року за поширення знань про стан польської зовнішньої політики, особливо на Сході, міністр закордонних справ Польщі Радослав Сікорський нагородив її Почесним знаком «Bene Merito». 
У січні 2013 року президентом Литви нагороджена пам'ятною медаллю 13 січня.